# Robert de Craon
Robert de Craon (gestorven 13 januari 1147) was de tweede grootmeester van de Orde van de Tempeliers, van juni 1136 tot zijn dood.
Hij werd geboren omstreeks het begin van de 12e eeuw, als de jongste van drie zonen van Renaud de Craon. Hij vestigde zich in Aquitanië en was verloofd met de dochter van de heer van Angoumois, maar gaf zijn verloofde op en reisde naar Palestina nadat hij hoorde van het oprichten van de orde der Tempeliers door Hugues de Payns (Hugo van Payens). Hij toonde al snel zijn militaire heldhaftigheid en vroomheid en in 1136, na de dood van Hugues, werd hij gekozen als de nieuwe grootmeester. Hij bleek een briljante organisator en wetgever en maakte van de orde een belangrijke kracht in de kruisvaardersstaten. Op 29 maart 1139 vaardigde paus Innocentius II de bul Omne Datum Optimum uit, waarin de orde werd vrijgesteld van tienden en onafhankelijk werd gemaakt van kerkelijk recht. De Tempeliers kregen ook het habijt, een rood kruis op een witte tuniek, toegekend die sindsdien het populaire beeld is van elke kruisvaarder.
Hij was minder fortuinlijk als militaire leider. Direct na zijn verkiezing versloeg hij Zengi, de emir van Aleppo, en liet zijn ridders het vijandelijke kamp plunderen: Zengi keerde terug en vernietigde de ongeorganiseerde plunderaars. Robert stond de Spaanse Tempeliers toe een marine expeditie van ongeveer 70 schepen te leiden tegen Lissabon, maar ook dit eindigde in een nederlaag. In 1140 weerstonden de Tempeliers een numerieke Turkse overmacht bij de slag van Tecua. In 1143, na langdurige onderhandelingen met Ramon Berenguer IV (de graaf van Barcelona en een Tempelier) werd de missie van de orde op het Iberisch schiereiland gedefinieerd. Volgens Willem van Tyrus, nam Robert deel in het concilie van Accra tijdens de tweede kruistocht in 1148, maar volgens de necrologie van Reims stierf hij in 1147 en werd opgevolgd door Evrard des Barres in april van dat jaar.